# Mira Żelechower-Aleksiun
Mira Żelechower-Aleksiun (ur. 26 marca 1941 w Millerowie) – polska malarka żydowskiego pochodzenia, przedstawicielka wrocławskiego środowiska artystycznego.

## Życiorys
Urodziła się jako Mona Janklewicz w Millerowie w obwodzie rostowskim, dokąd uciekli jej rodzice podczas II wojny światowej. Dwa miesiące później jej ojciec został zamordowany przez hitlerowców. Po zakończeniu wojny jako repatriantka wraz z matką wróciła do Polski i osiadła w Mieroszowie. Malarka została adoptowana przez swojego ojczyma, Henryka Żelechowera i przejęła po nim nazwisko, zmieniono jej również imię. W 1947 rodzina przeprowadziła się do Wrocławia. W 1966 roku otrzymała dyplom w zakresie malarstwa architektonicznego w Państwowej Wyższej Szkole Sztuk Plastycznych we Wrocławiu.
Zadebiutowała po raz pierwszy w 1967 roku wystawą w Galerii Teatru Kalambur we Wrocławiu. W latach 60. i 70. aktywnie uczestniczyła w ważniejszych przeglądach malarstwa polskiego: 4. i 7. Polskiego Malarstwa Współczesnego w Szczecinie w latach 1967 i 1974, 8. i 9. Wystawa Grupy Realistów w Warszawie w latach 1968 i 1969, Portret człowieka w Narodowej Galerii Sztuki „Zachęta” w 1971 roku, Konkurs im. Jana Spychalskiego w Poznaniu w latach 1975 i 1976, Polaków portret własny w Krakowie w 1979 roku. 
Podczas stanu wojennego brała udział w ruchu kultury niezależnej, między innymi jako współorganizatorka wrocławskiego Biennale Młodych „Droga i Prawda”. Prowadzi także aktywną działalność pozaartystyczną, głównie na rzecz pojednania chrześcijan i żydów. W 2016 ukazała się książka poświęcona Mirze Żelechower-Aleksiun, Mona: opowieść o życiu malarki, napisana przez Monikę Braun.
Jest żoną prof. Jana Jaromira Aleksiuna, z którym ma córkę, historyk Natalię Aleksiun.